# Miles Ahead
Miles Ahead – album nagrany przez Milesa Davisa w 1957 i wydany w tym samym roku. Orkiestrą dyrygował i utwory zaaranżował Gil Evans.

## Historia i charakter albumu
Album ten wyznacza drugi etap współpracy z Gilem Evansem. Pierwszy zaowocował albumem Birth of the Cool. Do drugiego będą jeszcze należały Porgy and Bess i Sketches of Spain.
Jest to właściwie płyta koncepcyjna; 10 kompozycji tworzy jazzową suitę.
Album został nagrany na czterech sesjach. Jednak w trakcie postprodukcji Davis zadecydował o piątej sesji. Popoprawiał wszystkie pomyłki i opuszczenia w czasie jego solowych partii poprzez nałożenie "łat". Ponieważ nieoczekiwanie album był monofoniczny można te wstawki łatwiej wyłowić niż na poprawionym wydaniu stereofonicznym.
Na oryginalnym albumie nie był w ogóle wymieniony pianista Wynton Kelly, którego partia fortepianowa na alternatywnym "Springsville" znalazła się w "Springsville" wydanym na albumie.
Oryginalny album ukazał się z całkowicie niepasującą do płyty okładką przedstawiającą młodą białą kobietę na żaglówce. Wszystkie późniejsze wydania miały już na okładce fotografię Milesa Davisa.
Album był wznawiany trzykrotnie (łącznie z opisanym poniżej wznowieniem z 1997 r).
- 1987 – pierwsza wersja na CD. Oryginalny monofoniczny album został zastąpiony przez pseudostereo. Ta wersja została bardzo niedobrze przyjęta, gdyż pseudostereo nie spisywało się zbyt dobrze.
- 1993 – wydanie oryginalnej monofonicznej wersji na CD; ale część nagrań okazała się być znów w pseudostereo (z powodu overdubów Davisa na sesji E).
- 1997 – wydanie w pełni stereofoniczne.

Album jest uważany za jedno z arcydzieł Milesa Davisa.
- W zestawieniu Top Ten Reviews album zajął miejsce 3 (na 318 albumów) za rok 1957, miejsce 10 (na 1651 albumów) za lata 50. XX wieku, i miejsce 83 (na 455,808 albumów) a ogóle.

## Muzycy
- Miles Davis - skrzydłówka (wszystkie utwory)
- Gil Evans - dyrygent, aranżer (wszystkie utwory)

Big band
Sesja z 6 maja; 30th Street Studio (A)
- Ernie Royal - trąbka
- Bernie Glow - trąbka
- Louis Mucci - trąbka
- Taft Jordan - trąbka
- Johnny Carisi - trąbka
- Frank Rehak - puzon
- Jimmy Cleveland - puzon
- Joe Bennett - puzon
- Tom Mitchell - puzon basowy
- Willie Ruff - skrzydłówka
- Tony Miranda - skrzydłówka
- Bill Barber - tuba
- Romeo Peneque - flet, klarnet basowy, obój
- Sid Cooper flet, klarnet
- Lee Konitz - saksofon altowy
- Danny Banks - klarnet basowy
- Paul Chambers - kontrabas
- Arthur Taylor - perkusja

Sesja z 10 maja, 30th Street Studio (B)
- Ernie Royal - trąbka
- Bernie Glow - trąbka
- Louis Mucci - trąbka
- Taft Jordan - trąbka
- Johnny Carisi - trąbka
- Frank Rehak - puzon
- Jimmy Cleveland - puzon
- Joe Bennett - puzon
- Tom Mitchell - puzon basowy
- Willie Ruff - skrzydłówka
- Tony Miranda - skrzydłówka
- Bill Barber - tuba
- Romeo Peneque - flet, klarnet basowy
- Sid Cooper flet, klarnet
- Lee Konitz - saksofon altowy
- Danny Banks - klarnet basowy
- Paul Chambers - kontrabas
- Arthur Taylor - perkusja

Sesja z 23 maja, 30th Street Studio (C)
- Ernie Royal - trąbka
- Bernie Glow - trąbka
- Louis Mucci - trąbka
- Taft Jordan - trąbka
- Johnny Carisi - trąbka
- Frank Rehak - puzon
- Jimmy Cleveland - puzon
- Joe Bennett - puzon
- Tom Mitchell - puzon basowy
- Willie Ruff - skrzydłówka
- Jimmy Buffington - skrzydłówka
- Bill Barber - tuba
- Romeo Peneque - flet, klarnet basowy, obój
- Sid Cooper flet, klarnet
- Lee Konitz - saksofon altowy
- Danny Banks - klarnet basowy
- Paul Chambers - kontrabas
- Arthur Taylor - perkusja

Sesja z 27 maja, 30th Street Studio (D)
- Ernie Royal - trąbka
- Bernie Glow - trąbka
- Louis Mucci - trąbka
- Taft Jordan - trąbka
- Johnny Carisi - trąbka
- Frank Rehak - puzon
- Jimmy Cleveland - puzon
- Joe Bennett - puzon
- Tom Mitchell - puzon basowy
- Willie Ruff - skrzydłówka
- Tony Miranda - skrzydłówka
- Bill Barber - tuba
- Romeo Peneque - flet, klarnet basowy, obój
- Eddie Caine - flet, klarnet
- Lee Konitz - saksofon altowy
- Danny Banks - klarnet basowy
- Wynton Kelly - fortepian
- Paul Chambers - kontrabas
- Arthur Taylor - perkusja

Sesja z 22 sierpnia, 30th Street Studio (E)
- Miles Davis - skrzydłówka

## Spis utworów
Oryginalny album winylowy
| 1.  | Springsville (J. Carisi)/(C, D, E)                                    | 3:27  |
|     |                                                                       |       |
| 2.  | The Maids of Cadiz (L. Delibes)/(A, D)                                | 3:53  |
|     |                                                                       |       |
| 3.  | The Duke (D. Brubeck)/(A)                                             | 3:35  |
|     |                                                                       |       |
| 4.  | My Ship (I. Gershwin/K.Weill)/(B, D)                                  | 4:28  |
|     |                                                                       |       |
| 5.  | Miles Ahead (M. Davis/G. Evans)/(B, E)                                | 3:29  |
|     |                                                                       |       |
| 6.  | Blues for Pablo (G. Evans)/(C)                                        | 5:18  |
|     |                                                                       |       |
| 7.  | New Rhumba (A. Jamal)/(C, E)                                          | 4:37  |
|     |                                                                       |       |
| 8.  | The Meaning of the Blues (R. Troup/L. Worth)/(D)                      | 2:48  |
|     |                                                                       |       |
| 9.  | Lament (J.J. Johnson)                                                 | 2:15  |
|     |                                                                       |       |
| 10. | I Don't Wanna Be Kissed (by Anyone but You) (H. Spina/J. Elliott)/(D) | 3:05  |
|     |                                                                       |       |
|     |                                                                       | 36:55 |
|     |                                                                       |       |
Wznowienie na CD
Wznowienie zawiera 10 nagrań z LP oraz 4 bonusowe poniżej:
| 11. | Springsville ("remake" próba 7.)/(D)                               | 3:14  |
|     |                                                                    |       |
| 12. | Blues for Pablo (próba 1.)/(C)                                     | 3:28  |
|     |                                                                    |       |
| 13. | Medley (próby): The Meaning of the Blues/Lament (J.J. Johnson)/(D) | 5:08  |
|     |                                                                    |       |
| 14. | I Don't Wanna Be Kissed (by Anyone but You)/(D)                    | 3:12  |
|     |                                                                    |       |
|     |                                                                    | 15:02 |
|     |                                                                    |       |

## Opis płyty
Oryginał
- Producent - George Avakian (A, B, C, D); Cal Lampley (E)
- Asystent producenta - Cal Lampley (A, B, C, D)
- Nagranie - 6 maja (A), 10 maja (B), 23 maja (C), 27 maja (D), 22 sierpnia 1957 (E)
- Inżynier nagrywający - Harold Chapman (A, B, C, D); Fred Plaut (E)
- Studio - 30th Street Studio, Nowy Jork
- Wydanie - 1957
- Czas - oryginał 35 min. 35 sek.; wznowienie 49 min. 57 sek.
- Firma nagraniowa - Columbia
- Numer katalogowy - C 1041

Wznowienie
- Producent - Phil Schaap
- Kierownik projektu - Seth Rothstein
- Remastering - Phil Schaap
- Restauracja i montaż - Phil Schaap i Mark Wilder
- Przygotowanie "masters" - Mark Wilder
- Dodatkowa inżynieria dźwięku - Tom "Curly" Ruff
- Kierownik artystyczny wznowienia - Howard Fritzson
- Projekt - Randall Martin
- Fotografie we wkładce - Don Hunstein
- Menedżer opakowania - Nicholas Bennett
- Konsultacja A & R - Patti Matheny
- Asystent produkcji - Rene Arsenault
- Columbia Jazz Reissue Series - Steve Berkowitz, Kevin Gore
- Firma nagraniowa - Columbia/Legacy
- ©Sony Music Entertainment Inc.
- Data - 1997
- Numer katalogowy - 65121